# Ngựa Clydesdale

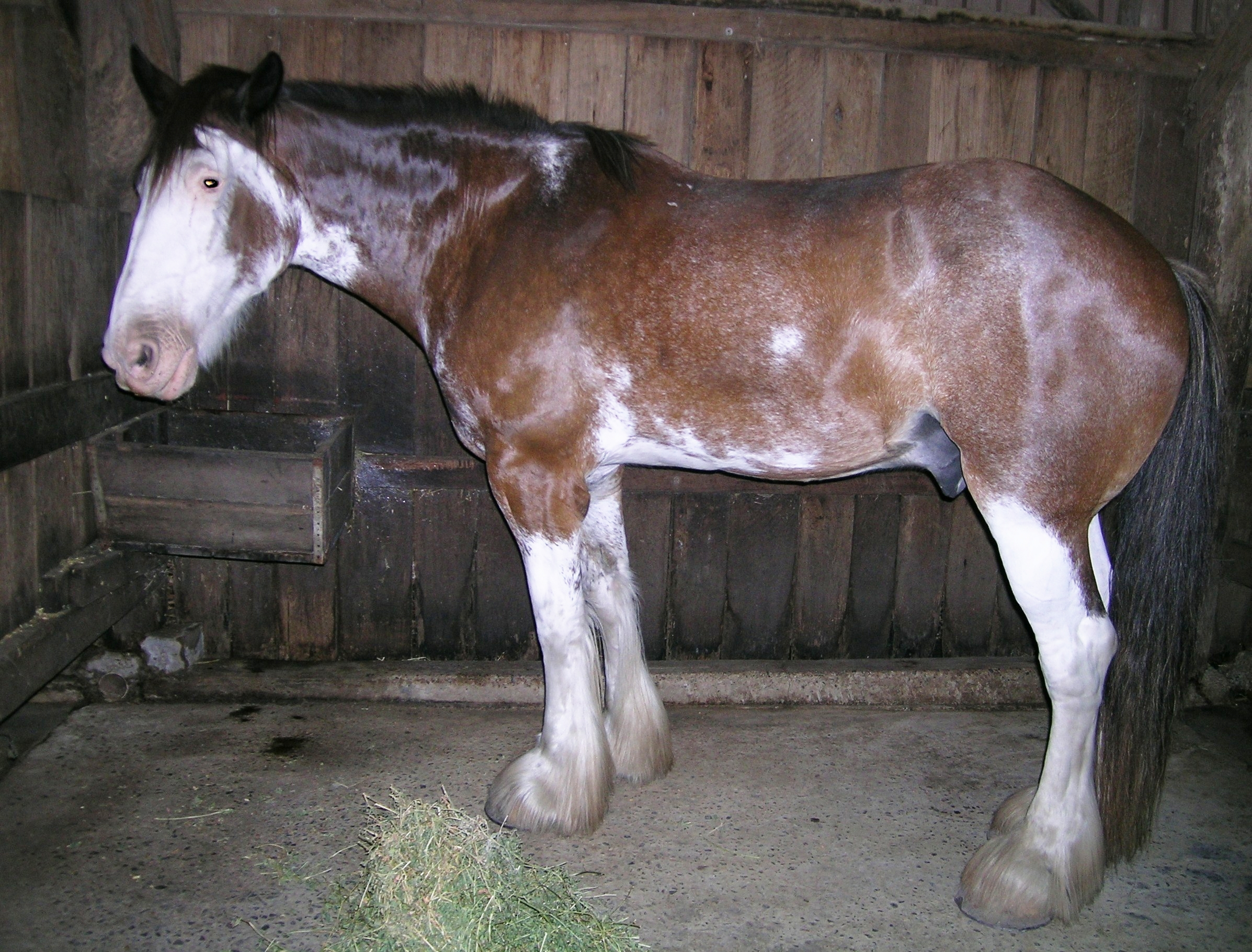
Một con ngựa Clydesdale

Ngựa Clydesdale là một giống ngựa thuộc nòi ngựa kéo có nguồn gốc từ những con ngựa trong trang trại của Lanarkshire, Scotland và được đặt tên theo tên cũ của khu vực này (Clydesdale). Mặc dù ban đầu là một trong những giống ngựa nhỏ (ngựa giống nhỏ - Pony) của nòi ngựa kéo, bây giờ nó là một giống cao lớn hơn nhiều. Những con ngựa này thường có màu nâu, chúng có dấu hiệu màu trắng đáng kể trên trán do sự hiện diện của di truyền sắc trắng (sabino).
Giống ngựa này thường được sử dụng cho nông nghiệp và vận chuyển (kéo xe), và vẫn được sử dụng cho các mục đích kéo xe cho đến ngày nay. Những con Budweiser Clydesdales là một số Clydesdales nổi tiếng nhất, và các thành viên khác của giống ngựa được sử dụng như là con ngựa đực giống của Kỵ binh Hoàng gia Anh. Chúng cũng được sử dụng để lai cải tiến các giống ngựa khác.
Giống ngựa này được phát triển từ các gia đình Flemish nhập khẩu vào Scotland và lai tạo những con ngựa địa phương. Việc sử dụng đầu tiên của cái tên "Clydesdale" cho giống ngựa này là vào năm 1826, và đến năm 1830, một hệ thống thuê các tổ sư đã bắt đầu dẫn đến sự lan rộng của ngựa Clydesdale khắp Scotland vào miền bắc nước Anh. Việc đăng ký giống ngựa (thiết lập bổn bang) đầu tiên được thực hiện vào năm 1877.
Vào cuối những năm 19 và đầu thế kỷ XX, hàng ngàn con ngựa Clydesdale đã được xuất khẩu từ Scotland và tỏa đi khắp thế giới, bao gồm cả Úc và New Zealand, nơi chúng được gọi là "giống được tạo ra ở Úc". Tuy nhiên, trong thế chiến thứ I, dân số của giống ngựa này bắt đầu giảm do gia tăng cơ giới hóa và chiến tranh. Sự suy giảm này tiếp tục, vào những năm 1970, tổ chức Rare Breeds Survival Trust coi giống ngựa này dễ bị tuyệt chủng. Dân số đã tăng nhẹ trong thời gian có các biện pháp can thiệp để cứu nguy của những người có trách nhiệm, nhưng chúng vẫn bị coi là dễ bị tổn thương.

## Lịch sử
Những con ngựa Clydesdale lấy tên của nó từ Clydesdale, cái tên cũ của Lanarkshire, ghi nhận cho sông Clyde. Vào giữa thế kỷ 18, các gia đình Flemish đã được nhập khẩu vào Scotland và lai tạo cho những con ngựa địa phương, kết quả là những con ngựa lớn hơn các đàn ngựa địa phương hiện có. Chúng bao gồm một con ngựa đen không tên được nhập khẩu từ Anh bởi John Paterson của Lochlyloch và một con ngựa đực nâu đen vô danh thuộc sở hữu của Công tước Hamilton. Một con ngựa nổi bật khác là một con ngựa đua có chiều cao 16,1 tay (65 inch, 165 cm) của dòng dõi không rõ tên Blaze.
Những con ngựa này được lưu giữ trong số những con ngựa này bắt đầu từ đầu thế kỷ 19, vào năm 1806, một con ngựa nái có tên là "Lampits" sau tên trang trại của chủ sở hữu của nó đã được sinh ra đã bắt nguồn từ dòng dõi của chính nó. Con ngựa này được liệt kê trong tổ tiên của hầu hết các con ngựa Clydesdale sống cho đến ngày nay. Một trong những con của nó sinh ra là Black Horse của Thompson hay Hắc mã của Thôm-sơn (còn gọi là Glancer), là con ngựa giống có ảnh hưởng đáng kể đến giống Clydesdale. 

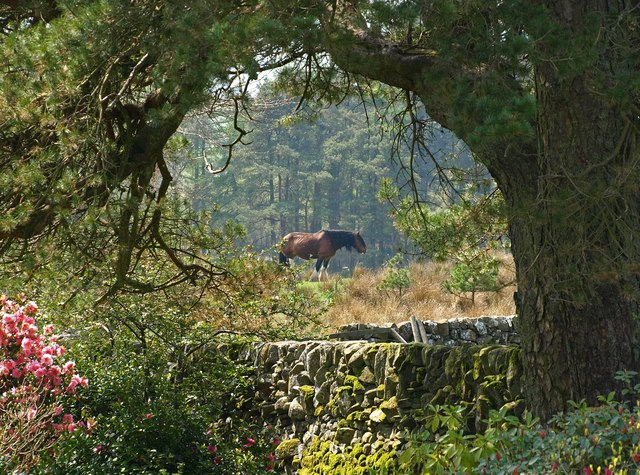
Một con Clydesdale

Việc ghi lại gia phả bổn bang lần đầu tiên sử dụng tên "Clydesdale" dựa vào giống này là vào năm 1826 tại một cuộc triển lãm ở Glasgow. Một lý thuyết khác về nguồn gốc của chúng, đó là các con ngựa của Flemish đã truyền giống ở Scotland sớm nhất là vào thế kỷ 15, cũng được cho ra đời giống này vào cuối thế kỷ 18. Tuy nhiên, ngay cả tác giả của lý thuyết đó thừa nhận rằng câu chuyện phổ biến về tổ tiên của chúng có nhiều khả năng hơn.
Một hệ thống thuê ngựa gây giống giữa các huyện đã tồn tại ở Scotland, với hồ sơ ghi lại từ năm 1837. Chương trình này bao gồm các xã cải thiện nông nghiệp địa phương tổ chức các chương trình chọn giống để lựa chọn con ngựa tốt nhất, sau đó chủ sở hữu của nó đã được trao giải thưởng tiền mặt. Sau đó chủ sở hữu đã yêu cầu đổi lấy tiền, lấy củi trong khu vực được chỉ định, chăn nuôi cho các con ngựa địa phương này.
Thông qua hệ thống này và bằng cách mua, các con ngựa Clydesdale đã được gửi đi khắp Scotland vào miền bắc nước Anh. Thông qua việc lai tạo rộng rãi với những con ngựa địa phương, những con ngựa giống này đã lan truyền loại gen của giống Clydesdale trên khắp các khu vực nơi chúng được đặt chân đến, và đến năm 1840, những con ngựa kéo Scotland và Clydesdale là một và giống nhau (gần như đã hợp nhất giữa giống ngựa cải tiến này và ngựa địa phương).
Năm 1877, Hiệp hội ngựa Clydesdale của Scotland được thành lập, tiếp theo năm 1879 bởi Hiệp hội Clydesdale của Hoa Kỳ (sau này đổi tên thành Clydesdale Breeders of the USA), phục vụ cho những người đam mê giống Hoa Kỳ và Canada. Cuốn sách giáo khoa người Mỹ đầu tiên đã được xuất bản năm 1882 đã mô tả về giống ngựa này. Năm 1883, Hiệp hội ngựa Chọn Clydesdale sống ngắn được thành lập để cạnh tranh với Hiệp hội ngựa Clydesdale. Nó được bắt đầu bởi hai nhà lai tạo nhằm củng cố giống ngựa, người cũng chịu trách nhiệm phần lớn cho việc đưa dòng máu ngựa Shire vào Clydesdale.
Một số lượng lớn Clydesdales đã được xuất khẩu từ Scotland vào cuối những năm 19 và đầu thế kỷ 20, với 1.617 đầu ngựa rời khỏi đất nước vào năm 1911, tính riêng trong năm này. Từ năm 1884 đến năm 1945, giấy chứng nhận xuất khẩu được cấp cho 20.183 con ngựa. Những con ngựa này được xuất khẩu sang các nước khác trong Đế quốc Anh, cũng như Bắc Mỹ và Nam Mỹ, lục địa Châu Âu và Nga. Đây có thể coi là giai đoạn hoàng kim của giống ngựa này khi chúng được ưa chuộng có thể nói là trên toàn thế giới với nhiều đơn đặt hàng từ khắp nơi về nước Anh cho nhu cầu xuất khẩu của giống ngựa này.
Chiến tranh thế giới lần thứ nhất đã chứng kiến hàng ngàn con ngựa tham gia cuộc chiến tranh đầy đẫm máu này và sau khi con số chiến tranh sụt giảm khi các trang trại ngày càng trở nên cơ giới hóa. Sự suy giảm này tiếp tục giữa các cuộc chiến tranh. Sau Thế chiến thứ hai, số lượng gia đình nuôi Clydesdale ở Anh đã giảm từ hơn 200 năm 1946 xuống 80 năm 1949. Đến năm 1975, Tổ chức Rare Breeds Survival Trust cho rằng giống ngựa này có nguy cơ tuyệt chủng, có nghĩa là có ít hơn 900 con cái và ngựa đực giống ở Vương quốc Anh.
Nhiều con ngựa xuất khẩu từ Scotland vào thế kỷ 19 và 20 đã đến Úc và New Zealand. Năm 1918, Hiệp hội ngựa Clydesdale của Liên bang Anh được thành lập với tư cách là hiệp hội cho giống ngựa ở Úc. Trong khoảng từ năm 1906 đến năm 1936, những con ngựa Clydesdale được nuôi ở Úc rất nhiều giống ngựa kéo khác hầu như chưa được biết đến. Vào cuối những năm 1960, lưu ý rằng "Con ngựa Clydesdale xuất sắc được nuôi ở Victoria và New Zealand, nhưng, ít nhất là ở nơi cũ, được coi là nên theo kịp loại bằng cách nhập khẩu thường xuyên từ Anh quốc" Hơn 25.000 con ngựa Clydesdale đã được đăng ký tại Úc trong khoảng thời gian từ 1924 đến 2008. Sự phổ biến của giống ngựa Clydesdale đã dẫn tới nó được gọi là "giống ngựa được tạo ra ở Úc".
Vào những năm 90, sự nổi tiếng và số lượng của giống đã bắt đầu gia tăng. Vào năm 2005, tổ chức Rare Breeds Survival Trust đã chuyển giống này sang trạng thái "có nguy cơ", có nghĩa là có ít hơn 1.500 con ngựa nái ở Anh. Tuy nhiên, đến năm 2010, chúng đã bị đưa trở lại trạng thái dễ bị tổn thương. Các con ngựa Clydesdale được coi là ở trạng thái cần được theo dõi bởi Tổ chức bảo vệ giống vật nuôi ở Mỹ, có nghĩa là vào năm 2010 dưới 2.500 con ngựa được đăng ký hàng năm ở Mỹ và dưới 10.000 con trên toàn thế giới. Tính đến năm 2010, ước tính có khoảng 5.000 con Clydesdale trên toàn thế giới, với khoảng 4.000 đầu cá thể tại Hoa Kỳ và Canada, 800 con ở Anh và phần còn lại ở các nước khác, bao gồm Nga, Nhật, Đức và Nam Phi.

## Đặc điểm
Sự hình thành của giống ngựa Clydesdale đã thay đổi về hình dáng rất nhiều trong suốt lịch sử ra đời và phát triển của nó. Trong những năm 1920 và 1930, nó là một con ngựa nhỏ hơn các giống ngựa Shire, ngựa Percheron và ngựa Bỉ. Bắt đầu từ những năm 1940, yêu cầu chăn nuôi đã được chọn lọc để tạo ra con ngựa cao hơn, trông có vẻ ấn tượng hơn để phục vụ trong những cuộc diễn hành và diễu binh. Ngày nay, Clydesdale có chiều cao từ 16 đến 18 tay-đơn vị đo lường chiều cao của giống ngựa (64-72 inch, 163–183 cm) và nặng tới 1.800 đến 2.000 pounds (khoảng 820–910 kg). Một số con trưởng thành lớn hơn, đứng cao hơn 18 tay (hand) và nặng đến 2.200 pounds (1.000 kg tức gần 1 tấn). 

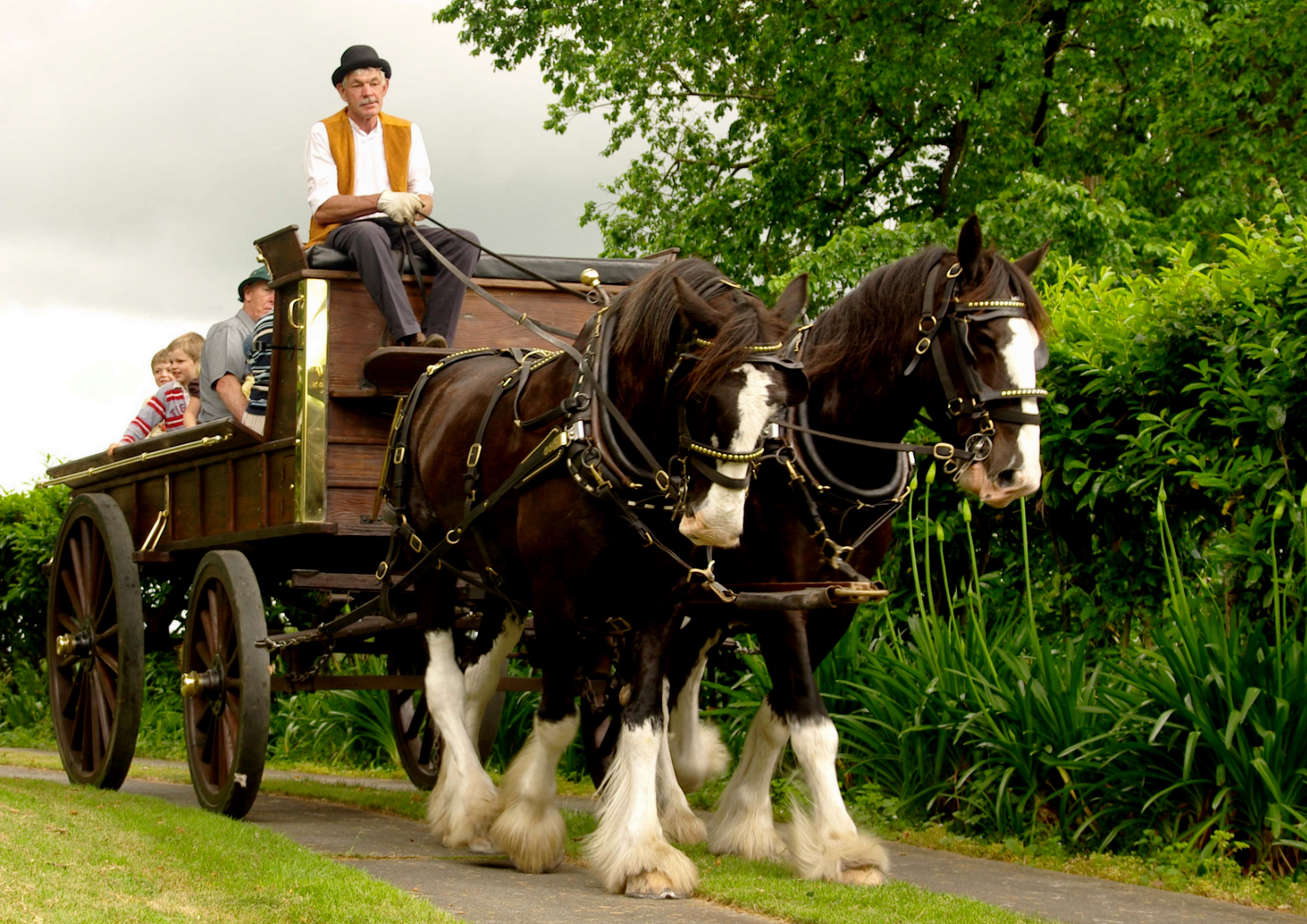
Ngựa kéo

Giống ngựa này có hình dạng mặt thẳng hoặc hơi lồi, trán rộng và mõm rộng. Nó rất khoẻ mạnh, và có cổ cơ bắp, có vai to và vai nghiêng. Các hiệp hội giống chú trọng đến chất lượng của móng chân và cẳng chân. Các những thế bước chân với những móng chân được dỡ bỏ rõ ràng và ấn tượng chung về sức mạnh và chất lượng. Ngựa Clydesdales rất tràn đầy năng lượng, với cách thức được Hiệp hội Ngựa Clydesdale mô tả như là một "trò vui về vận chuyển và triển vọng. Nhìn chung, chúng có ngoại hình cao lớn và rắn chắc (ngoại hình này có được qua quá trình phát triển dài hơi).
Những con ngựa Clydesdale đã được xác định là có nguy cơ mắc bệnh bạch huyết mãn tính tiến triển, một bệnh có các dấu hiệu lâm sàng bao gồm sưng phồng, tăng bạch cầu và xơ hóa các chi khác xa tương tự như bệnh bạch huyết mãn tính ở người. Một vấn đề sức khoẻ khác là tình trạng da ở chân dưới, nơi lông chân rậm rạp. Được biết đến với cái tên "cái ngứa của Clyde", nó được nghĩ là do một loại bệnh ho gà. Ngựa Clydesdale cũng được biết là phát triển một vết cháy nắng trên bất kỳ sắc tố da màu hồng trên khuôn mặt của chúng.
Những con ngựa Clydesdale thường có màu sắc đậm, nhưng một dạng đen, xám và hồng (hạt dẻ) cũng xảy ra. Hầu hết đều có các dấu hiệu trắng trên trán như hình ngọn lửa, bao gồm mặt trắng ở chân, cẳng chân và thỉnh thoảng thấy trên cơ thể (thường ở bụng dưới). Chúng cũng có lông rạm trên chi dưới của nó. Những vết Roaning tức là dấu vết cơ thể và đánh dấu màu trắng rộng được cho là kết quả của di truyền có yếu tố bạch tạng (Sabino). Một số nhà lai tạo Clydesdale muốn có khuôn mặt trắng và dấu chân mà không có dấu vết trên cơ thể.
Để cố gắng nhận được một bộ đánh dấu lý tưởng, chúng thường ngựa chỉ có một chân trắng đối với những con ngựa với bốn chân trắng và màu sắc sabino rải đều trên cơ thể. Trung bình, kết quả là một con ngựa với số lượng mong muốn của dấu trắng. Những con ngựa Clydesdale không có gen SB1 (Sabino 1) chịu trách nhiệm gây ra biểu hiện của biến thể Sabino ở nhiều giống khác, và các nhà nghiên cứu giả thuyết rằng một số gien khác chịu trách nhiệm cho các mẫu hình hình này. Nhiều người mua phải trả tiền bảo hiểm cho ngựa có màu sắc nâu đậm (ngựa đạm) và ngựa đen, đặc biệt là những con có bốn chân trắng (theo kiểu ô vân đạp tuyết) và những dấu hiệu mặt trắng.
Màu sắc cụ thể thường được ưa thích hơn các tính trạng vật lý khác, và một số người mua thậm chí còn chọn con ngựa có vấn đề về độ bền nếu có màu sắc và dấu hiệu mong muốn. Những con ngựa ngựa không được người mua ưa thích, mặc dù một số quan điểm đã cho rằng chúng cần thiết để giữ được màu sắc và kết cấu lông mong muốn. Các hiệp hội giống, tuy nhiên, không có màu sắc xấu, và những con ngựa có rải rác và các điểm cơ thể ngày càng được chấp nhận.

## Sử dụng

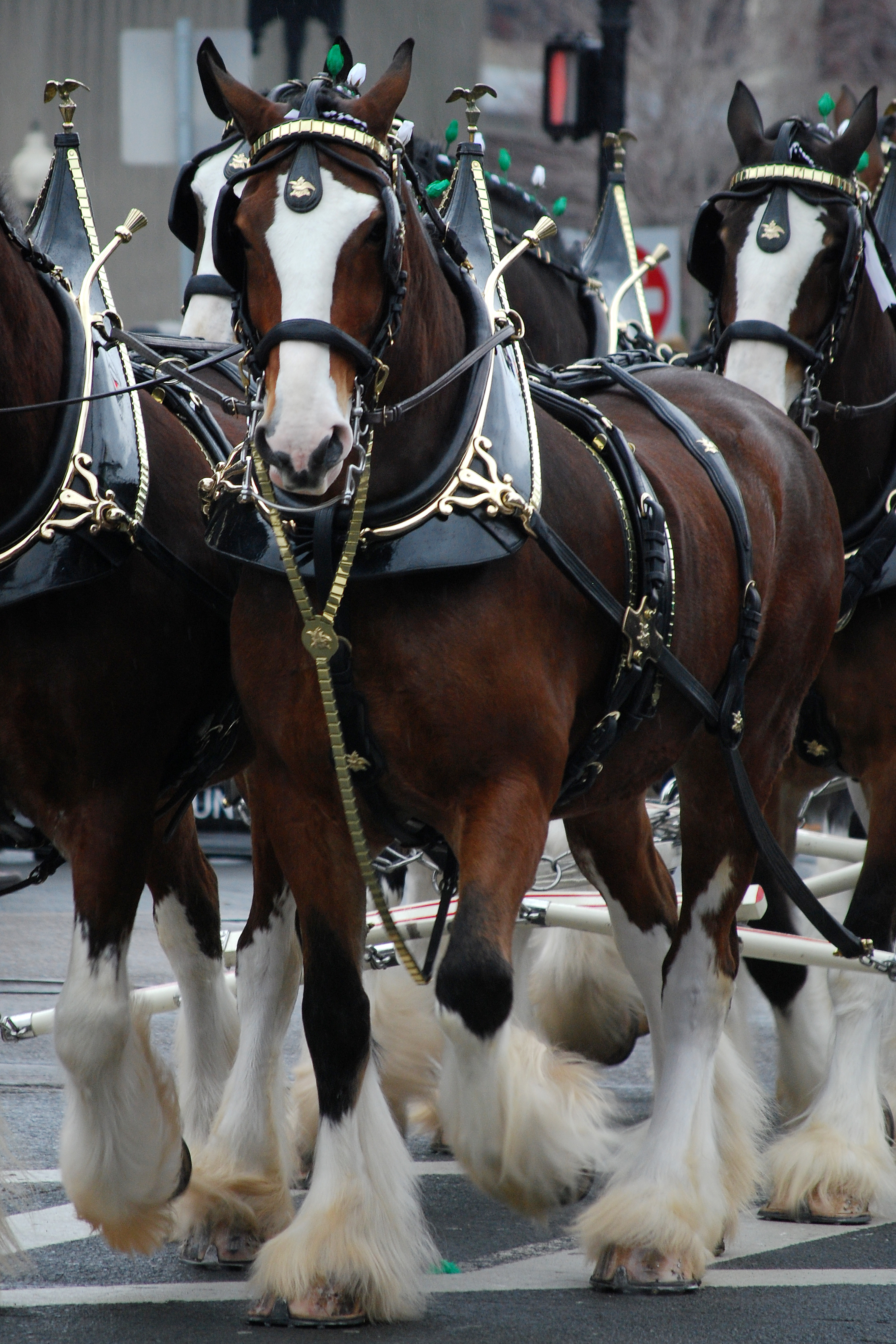
Ngựa diễu hành

Những con ngựa Clydesdale ban đầu được sử dụng cho nông nghiệp, vận chuyển than ở Lanarkshire và vận chuyển hàng hóa hạng nặng ở Glasgow. Ngày nay, những con ngựa Clydesdale vẫn được sử dụng cho mục đích kéo cày, bao gồm nông nghiệp, khai thác gỗ và kéo xe ngựa. Chúng cũng được nuôi để trưng bày trong các cuộc triễn lãm và trình diễn ngựa và sử dụng cho mục đích cưỡi ngựa, cũng như giữ cho thú vui. Những con ngựa Clydesdale được biết đến là sự lựa chọn giống phổ biến với các dịch vụ vận chuyển và diễu hành ngựa vì chân lông trắng khá ấn tượng của chúng.
Cùng với những con ngựa vận chuyển Clydesdale cũng được sử dụng như những con ngựa thông thường. Chương trình nhân giống Budweiser, với các tiêu chuẩn nghiêm ngặt về màu sắc và hình dạng, đã ảnh hưởng đến cái nhìn của giống ở Hoa Kỳ đến mức mà nhiều người tin rằng những con Clydesdale luôn luôn bị đánh dấu màu trắng. Cũng như khi dùng cho việc kéo xe, một số con ngựa Clydesdale được sử dụng cho cưỡi ngựa. Do tính nết điềm tĩnh của chúng (xuất thân từ ngựa kéo), chúng đã chứng minh được rất dễ dàng để đào tạo cũng như có khả năng làm cho con ngựa thử nghiệm đặc biệt.
Những con ngựa Clydesdale và ngựa Shire được sử dụng bởi kỵ binh Hoàng gia Anh làm ngựa trống, diễu hành hàng đầu trong dịp lễ nghi và dịp lễ lược cấp quốc gia. Những con ngựa là màu sắc bắt mắt, bao gồm cả ô truy (piebald), đốm loang (skewbald) và mốc (roan). Để được sử dụng cho mục đích này, một con ngựa kiểng phải có chiều cao khi đứng ít nhất 17 tay (68 inch, 173 cm) cao và cho cưỡi một Viên cảnh sát Âm nhạc và hai chiếc trống bạc nặng 56 kilôgam (123 lb) mỗi người. 
Vào cuối thế kỷ 19, dòng máu ngựa Clydesdale đã được bổ sung vào dòng giống ngựa ở Ailen nhằm cải thiện và phục hồi lại sự suy giảm giống đó.
Tuy nhiên, những nỗ lực này không thành công vì giống ngựa kéo Ai Len (Irish Draft) không tương thích với dòng máu của ngựa Clydesdale làm cho ngựa của dân tạo ra thô hơn và có xu hướng bị què chân hơn. Ngựa Clydesdale đóng vai trò quan trọng trong việc tạo ra con ngựa Di gan (Gypsy Vanner), được phát triển ở Anh Quốc. Các con ngựa Clydesdale, cùng với các giống ngựa kéo khác, cũng được sử dụng để tạo ra ngựa đua ở Úc. Vào đầu thế kỷ 20, chúng thường xuyên được lai tạo với những con ngựa của Dales, tạo ra các con ngựa kéo cỡ trung có ích cho việc kéo xe thương mại và pháo binh quân sự.